# Colopus
Genre
Colopus est un genre de geckos de la famille des Gekkonidae.

## Répartition
Les espèces de ce genre se rencontrent en Afrique australe.

## Description
Ce sont des geckos nocturnes et terrestres.

## Liste des espèces
Selon The Reptile Database (16 septembre 2012) :
- Colopus kochii (FitzSimons, 1959)
- Colopus wahlbergii Peters, 1869

## Publication originale
- Peters, 1869 : Eine Mittheilung über neue Gattungen und Arten von Eidechsen. Monatsberichte der Königlich Preussischen Akademie der Wissenschaften zu Berlin, vol. 1869, p. 57-66 (texte intégral).